# Li Guangtian
Pour les articles homonymes, voir Li.
Li Guangtian (chinois simplifié : 李广田 ; chinois traditionnel : 李廣田 ; pinyin: Lǐ Guǎngtián), né en 1906, mort à Kunming en 1968, est un écrivain chinois.
Li Guangtian est l'auteur de poèmes, ainsi que de proses (sanwen), recueillis dans Hualangjji (Galerie de peintures), Yinhuji (Le Renard argenté), Guanmuji (Les Buissons). Son recueil de nouvelles Jintanzi (La Jarre d'or) date de 1947. Il meurt victime de la Révolution culturelle.

## Traductions
- Le Jugement des eaux, dans De la révolution littéraire à la littérature révolutionnaire. Récits chinois. 1918-1942, trad. Martine Valette-Hémery, L'Herne, 1970
  - rééd. dans Treize récits chinois. 1918-1949, trad. Martine Valette-Hémery, Philippe Picquier, 1987, 1991, rééd. 2000, coll. « Picquier poche »
- Le Fils De La Montagne. Textes Choisis, Pékin, Littérature chinoise, « Panda », 1984